# Max Tosi
Max Tosi (Villanova Marchesana, 1º marzo 1913 – Merano, 11 novembre 1988) è stato un poeta italiano che scrisse opere in lingua ladina.

## Biografia
Nato da madre friulana e trapiantata in Polesine, impara in giovinezza la lingua originaria della madre. In seguito si trasferisce a Merano dove apprende la lingua ladina nei suoi soggiorni estivi presso la corte Coi di Ortisei. Ha completato i suoi studi di letteratura presso l'Università di Milano. Dopo il termine della seconda guerra mondiale si schierò apertamente per la conservazione della lingua ladina e nel 1945 ha fondato a Merano la Union Culturela di Ladins de Maran. Innamorato della cultura ladina lo si vede impegnarsi personalmente nella distribuzione, vestito con l'abbigliamento tradizionale, della rivista da lui edita Popul Ladin. Nel 1946 ha partecipato alle prime trasmissione in lingua ladina diffuse dalla sede di Bolzano della RAI.
Max Tosi era anche pittore autodidatta; di lui sono note pitture e numerosi disegni in stile naive .

## Opere
- Massimo Tosi Come un sogno. Merano dicembre 1933. Estratto da:Il R. Liceo-Ginnasio"Giosuè Carducci" di Merano nel settennio 1933-XI - 1940-XVIII Rocca San Casciano 1940-XVIII.
- Massimo Tosi: Primiz. Da: Diciassette Prosatori, Gruppo Scrittori S.C.I.E. Bologna 1936, pl. 97-102.
- Max Tosi: S. 16 La Ciantia dla Ladinia in 30 cianties per Gherdëina. Herausgeber Union di Ladins de Gherdëina. Edizions Carrara Bergamo 1955. (in ladino)
- Ciofes da Mont. Union di Ladins de Gherdeina. St. Ulrich in Gröden 1975. (in ladino)
- La mpermetuda, in: “Ladinia”, V, 1981, S. 305–308. (in ladino)
- Sul lim de Val Müstair, in: “Ladinia”, VI, 1982, S. 262–263. (in ladino)
- Vìjites via per la nuet, in: “Ladinia”, VIII, 1984, S. 172–177. (in ladino, traduzione in italiano din Walter Belardi)